# Hydrokultur

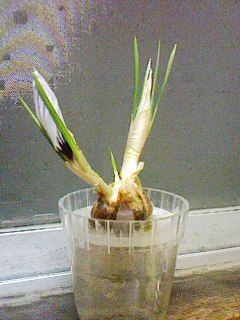
Ein wasserkultivierter Krokus

Hydrokultur (altgriechisch ὕδωρ hydōr, deutsch ‚Wasser‘ und lateinisch cultura ‚Anbau‘) ist eine Form der Pflanzenhaltung, bei der die Pflanzen nicht in Erdreich wurzeln, sondern in wassergefüllten Behältern (mit oder ohne inertem Stützsubstrat). Eine andere Art der Hydrokultur ist der Anbau von Pflanzen in Feuchtgebieten.
Hydroponik (altgr. πόνος ‚Arbeit‘), in der Schweiz Hors-sol (eigentlich frz. hors; außerhalb und sol; Erde) genannt (siehe dazu auch den Abschnitt 6 Hors-sol-Produktion im Artikel Gewächshaus), ist der Oberbegriff für alle Methoden zur Pflanzenproduktion, die ohne Erde auskommen. Eingesetzt werden sie insbesondere zum Anbau von Nutz- und Zierpflanzen:
- zur Obst- und Gemüseproduktion
- zur Arzneipflanzenaufzucht
- zur Stecklingsbewurzelung
- zur Bereitstellung von Kraftfutter für Rinder (Weizengras)
- zur Aufzucht von Zierpflanzen: Heranziehen von Zimmerpflanzen in Gärtnereien; Bewurzeln von Stämmen aus Langtrieben zum Heranziehen von Hochstammsorten
- zur Aufzucht von Speisepilzen[2]

Dabei werden die Pflanzen in künstlichen Nährlösungen gehalten oder intensiv damit bewässert (Fertigation). Das Sickerwasser wird meist aufgefangen und wiederverwendet. In Sonderfällen wie der dosierten Tropfbewässerung versickern die Reste ins Grundwasser.
Pflanzenwurzeln benötigen Sauerstoff, um Nährstoffe aufnehmen zu können. Bei der Wurzelatmung wird im Wurzelbereich Sauerstoff verbraucht und Kohlenstoffdioxid (CO2) ausgeschieden. Hydroponische Systeme streben an, zugleich die Wasser-, Nährstoff- und Sauerstoff-Versorgung der Pflanzenwurzeln zu optimieren. Die Hydroponik ist heute im Erwerbsgemüsebau unter Glas oder in anderen künstlichen Umgebungen weit verbreitet.

## Hydrokultur
Als Hydrokultur wird eine pflegeleichte Form der Haltung von Zimmerpflanzen zur Innenraumbegrünung bezeichnet. Als Substrat dienen meist inerte und sterile Materialien wie Blähtonkugeln oder Perlite. Im Pflanzenbehälter befindet sich eine bestimmte Menge Wasser, das sich durch die Kapillarität des Substrats im gesamten Wurzelraum verteilt. Die Behälter sind mit Füllstandsanzeigern ausgestattet, deren Schwimmkörper die aktuelle Wasserhöhe signalisiert. Der Wasserstand kann durch den Verbrauch der Pflanzen auf ein geringes Maß absinken, bevor wieder aufgefüllt werden muss. Je nach Pflanzenart kann sich sogar eine gewisse Trockenphase positiv auswirken.
Die Hydrokultur eignet sich besonders für Pflanzen wie den zu den Epiphyten gehörenden Orchideen und Bromeliengewächse, deren Wurzeln frei in der Luft ausgebildet werden, da durch das locker geschichtete Material genügend Sauerstoff zur Wurzelatmung zur Verfügung steht. 
Dem Wasser sollten regelmäßig Nährstoffe, in Form von speziellem Dünger, zugesetzt werden. Die zeitlich langen Gießabstände und die Haltbarkeit des Blähton Substrats macht die Pflege weniger aufwändig als bei Pflanzen in Erdsubstrat. 

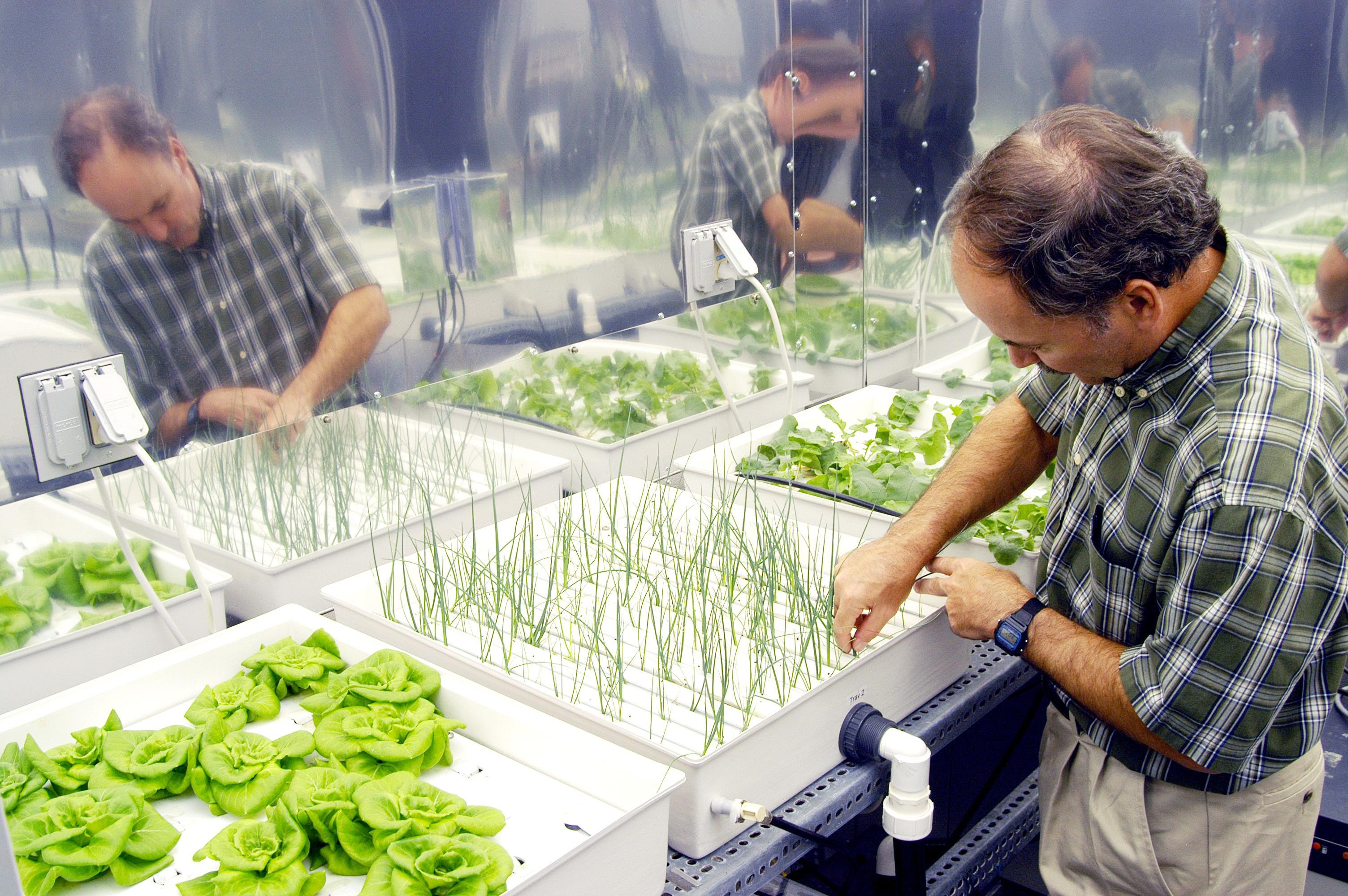
Hydroponisch kultivierte Zwiebeln

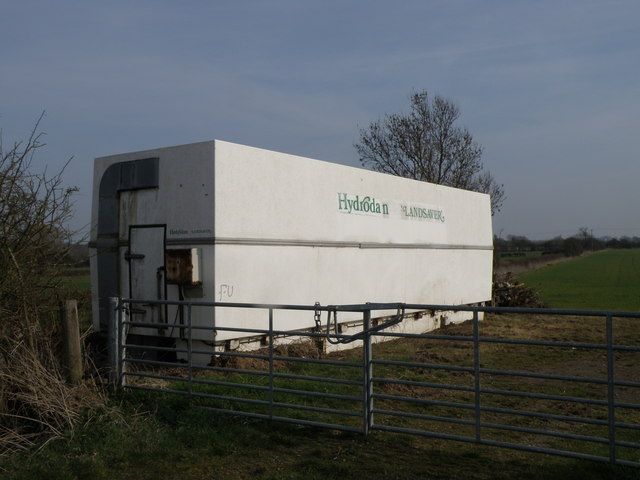
Geschlossener Container zur Weizengras-Anzucht (als Ergänzungsfutter für Rinder) direkt auf der Weide

## Hydrokultur in der Landwirtschaft und Siedlungswasserwirtschaft
- Pflanzenkultivierung aquatisch wachsender Pflanzen wie beispielsweise Wassernüsse, Wasserkastanien oder Lotosblumen. Siehe dazu auch Schwimmende Gärten (Inle-See).
- Pflanzenkultivierung in (temporär) überfluteten Feldern, beispielsweise der Nassanbau von Reis.
- Sonstige aquatische Bodenkörper, beispielsweise bei Pflanzenkläranlagen.

## Geschichte
Die erste Publikation über Pflanzenanzucht ohne Erde war das 1627 (postum) erschienene Buch Sylva Sylvarum oder A Natural History von Francis Bacon. 1699 publizierte John Woodward Wasserkulturexperimente mit grüner Minze. Um 1842 war eine Liste von neun chemischen Elementen bekannt, die für das Pflanzenwachstum essentiell wären. Die Entdeckungen der deutschen Botaniker Julius von Sachs und Wilhelm Knop in den Jahren 1859–1875 resultierten in der Entwicklung erdloser Kultivierung von Pflanzen. 1940 publizierte William Frederick Gericke von der Universität Kalifornien in Berkeley das Buch The Complete Guide to Soilless Gardening und führte 1937 den Terminus Hydroponics ein, den der Phykologe W. A. Setchell vorgeschlagen hatte.

## Ernährung von Hydrokulturpflanzen
Die Ernährung der Pflanzen erfolgt beim Anbau in Behältern über eine wässrige Lösung anorganischer Nährsalze. Da durch das Fehlen feiner organischer Erdbestandteile die chemischen Bodeneigenschaften stark vom natürlichen Zustand abweichen, ist normaler Pflanzendünger nur bedingt für die Hydrokultur geeignet.
Abhilfe schafft ein spezieller Hydrokulturdünger, der durch Additive den pH-Wert der Lösung in einem für viele Pflanzen geeigneten Bereich puffert. Dazu werden auch sogenannte Ionentauschgranulate genutzt, die durch Ionenaustausch die Pflanzen mit Nährstoffen versorgen und gleichzeitig im Wasser vorhandene, für die Pflanzen im Überschuss unverträgliche Mineralien wie Kalk binden.
Bei der mikrobiellen Umwandlung von Ammoniumionen in Nitrationen wird Sauerstoff verbraucht, der sich der Wurzelatmung entzieht. In Hydrokulturdüngern werden daher weniger Ammoniumsalze als Stickstoffdünger verwendet, sondern eher Nitrate.
In der Hydroponik wird meist die Elektrische Leitfähigkeit der Nährlösung laufend kontrolliert. Steigt nämlich die Konzentration der gelösten Stoffe (beispielsweise durch Exsudate oder Extraktion aus Boden), so sinkt die Löslichkeit für Sauerstoff in der Nährlösung. Bei zu konzentrierten Lösungen wird es für die Pflanzen schwieriger, Wasser aufzunehmen (siehe auch Osmose). Verschiedene Stadien der Pflanze benötigen zudem sortenabhängig unterschiedliche Leitfähigkeit der Nährlösung, Stecklinge etwa 0,2–0,4 mS/cm, was sich bis zur Fruchtbildung bis auf 2,4–2,6 mS/cm steigern kann. Die Morphologie des Pflanzenwuchses steht auch in Abhängigkeit von der Konzentration der Nährlösung, beispielsweise ob gedrungene Pflanzen heranwachsen oder gestreckte. Ist die Nährlösung zu konzentriert, kann diese mit entionisiertem Wasser oder Regenwasser verdünnt werden.

## Gewährleistung und Steigerung der Wurzelatmung
Bei hydroponischen Verfahren wird auf optimale Versorgung der Wurzeln mit Sauerstoff großen Wert gelegt. Pflanzen benötigen die Wurzelatmung (englisch „root respiration“) zur Aufnahme und zum Transport von Ionen, für das Wurzelwachstum und die Aufrechterhaltung des Wachstums.
Umweltparameter, die Einfluss auf Wurzelatmung haben, sind: Temperatur, emerse Überflutung, Salinität, Wasserstress und Bodentrockenheit, Nährstoffversorgung, Bestrahlungsstärke, pH-Wert und der Partialdruck von CO2.

## Umstellung von Pflanzen
Pflanzen in Hydrokultur entwickeln dieselbe Art Wurzeln wie Pflanzen in Erdkultur, eigene „Wasserwurzeln“ existieren nicht. Siehe auch Wurzel (Pflanze)#Metamorphosen der Wurzeln
Die Umstellung von Boden- auf Hydrokultur gelingt in der Regel nur bei Jungpflanzen problemlos. Beim Abschwemmen von Bodenbestandteilen gehen bei älteren Pflanzen meist die feinen Wurzelhaare verloren, wodurch sich ein Ungleichgewicht der vorhandenen Blattmasse zu den verbliebenen Feinwurzeln ergibt und dann Blätter eindorren, da die Pflanze trotz Überangebot nicht genügend Wasser aufnehmen kann.
Bei der Umstellung von in Hydrokultur gehaltenen Pflanzen und Stecklingen auf Erdkultur führt die schlechtere Versorgung mit Sauerstoff mitunter zum Faulen der Wurzeln.

## Hydrokultur bei Zimmerpflanzen
Die gärtnerische Hydrokultur für Zimmerpflanzen mit Anstau-Bewässerung (siehe unten) wurde ausgehend von der Hydroponik vom Deutschen Paul Rößler adaptiert und von Heide Lau 1951 im Rahmen der Saarländischen Internationalen Gartenbauausstellung publiziert. Der Gärtnermeister Günter Gregg versuchte anfangs Zimmerpflanzen in Nährlösung ohne Substrat aufzuziehen, experimentierte dann mit allerlei Substraten und entwickelte schließlich die bekannten Behälter mit separater Wassereinfüllöffnung und Blähtonkügelchen, wobei Gerhard Baumann als Erfinder des Luwasa-Tonsubstrats gilt.
Prinzipiell können fast alle Pflanzen auch in Hydrokultur kultiviert werden. Dabei kommt es allerdings auf die Art an, ob im Vergleich mit herkömmlicher Bodenkultur ein besseres oder schlechteres Ergebnis erreicht werden kann. Beispielsweise sind manche Arten empfindlich gegenüber Staunässe und eher an trockene Böden angepasst.
Für einen seriösen Vergleich ist immer auch der korrekte Umgang mit Wasserversorgung und den Konzentrationen der Nährstoffe in der Nährlösung notwendig, was anfangs nicht immer problemlos gelingt.
Durch den Flüssigkeitsvorrat am Boden des Gefäßes muss seltener gegossen werden. Da die Pflanze weniger Wurzelvolumen ausbildet, braucht auch weniger häufig umgetopft zu werden. Zur Belüftung der Wurzeln lässt man den Wasserstand in den Gefäßen, der durch einen Schwimmkörper angezeigt wird, auf ein Minimum sinken und gießt erst dann wieder auf.
Als anorganisches Substrat wird für Zimmerpflanzen üblicherweise körniger, granulierter Blähton verwendet. Es sind aber, je nach Anforderung, auch andere Substrate wie Kies, Basalt oder Perlit gebräuchlich. Bei den Substraten muss darauf geachtet werden, dass das Material frei von Kalk und die Aufschwemmung in Wasser ph-neutral ist, damit der pH-Wert der Nährlösung nicht durch das Substrat übermäßig angehoben wird.
Üblicherweise unterscheidet sich Blähton für Hydrokulturen (als Perlen oder Granulat) von (billigerem) Blähton zur Wärmedämmung in der pH-Wert-Stabilität, in der Porigkeit und im Schwimmverhalten. Blähton für Hydrokulturen ist pH-Wert-neutral und an der Oberfläche offenporig. Blähton zur Wärmedämmung wird dagegen meist in Gasbrennern versintert, wodurch sich die Oberfläche schließt, so dass nur bei gebrochenen Kugeln Poren freiliegen. Geschlossenporige Blähtone schwimmen in Wasser auf, offenporige können sich mit Wasser vollsaugen und sinken. (Beim Eintauchen der Blähtonkügelchen in heißes Wasser wird die Luft noch schneller aus den Poren verdrängt.)
Im Allgemeinen treten in Hydrokultur weniger Bodenschädlinge auf, da diese sich in Abwesenheit natürlicher Erde schlecht etablieren können. Gegenüber einer Bodenkultur ist die Kultivierung in Hydrokultur in Anschaffung und Unterhalt teurer: Es werden besondere Pflanzgefäße sowie spezieller Hydrokulturdünger benötigt.
Der Wurzelbereich der Pflanzen sollte vor Licht geschützt werden, damit sich in der Nährlösung keine Algen bilden, deren Keime leicht eingeschleppt werden, und damit die Wurzeln einiger Pflanzen kein Chlorophyll entwickeln.
In der Hydrokultur werden seltener allergieauslösende Substanzen wie Pilzsporen an die Luft abgegeben obwohl die Schimmelpilze auch die Wurzeln befallen können.
Kletterhilfen und Stützen aus Holz, Bambus und anderen natürlichen Materialien können bei Kontakt mit der Nährlösung faulen. Alternativ können Stützen aus Kunststoff verwendet werden.

## Hydroponik

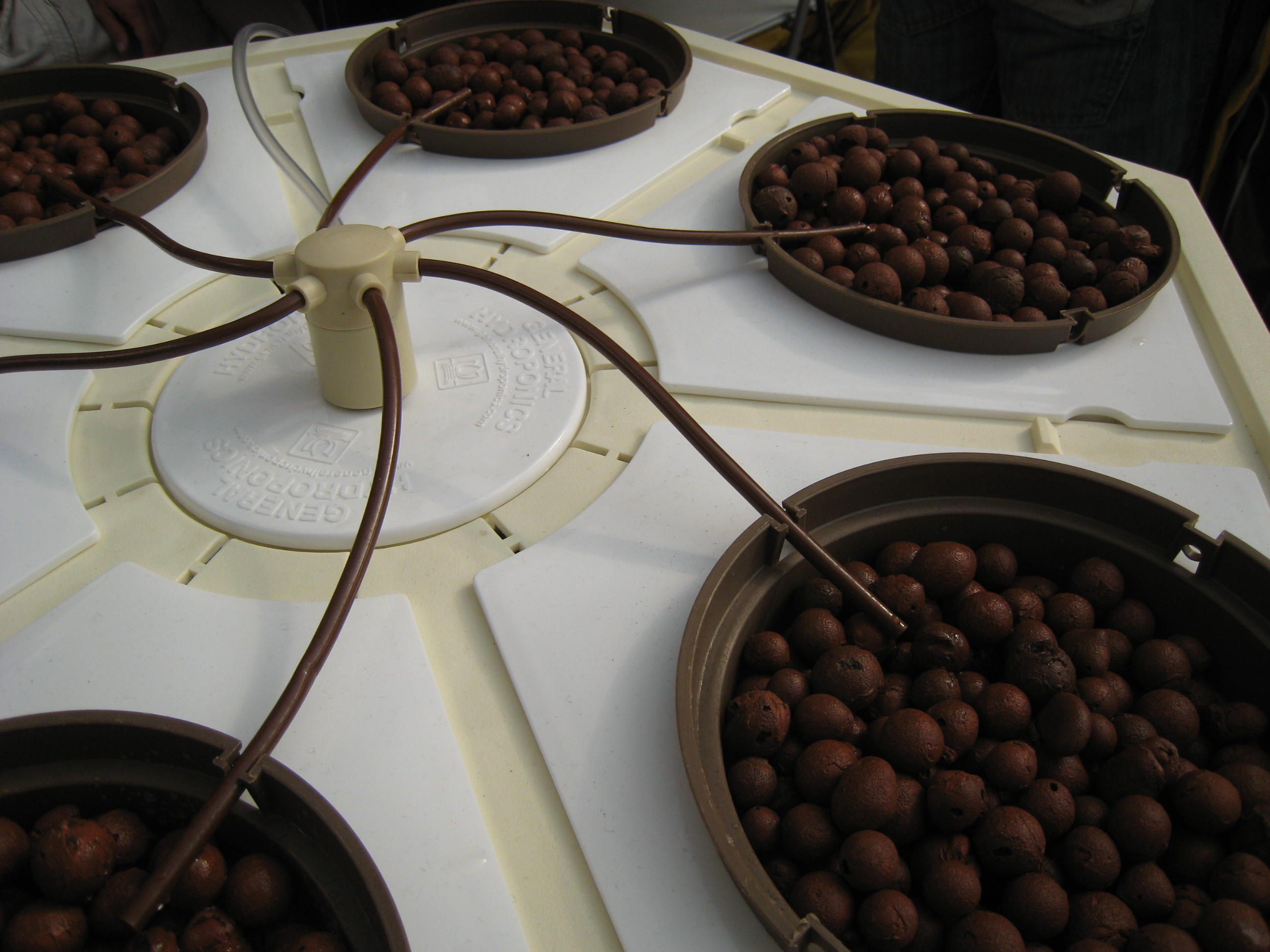
Beispiel für Tröpfchenbewässerung mehrerer Töpfe mit einer Pumpe

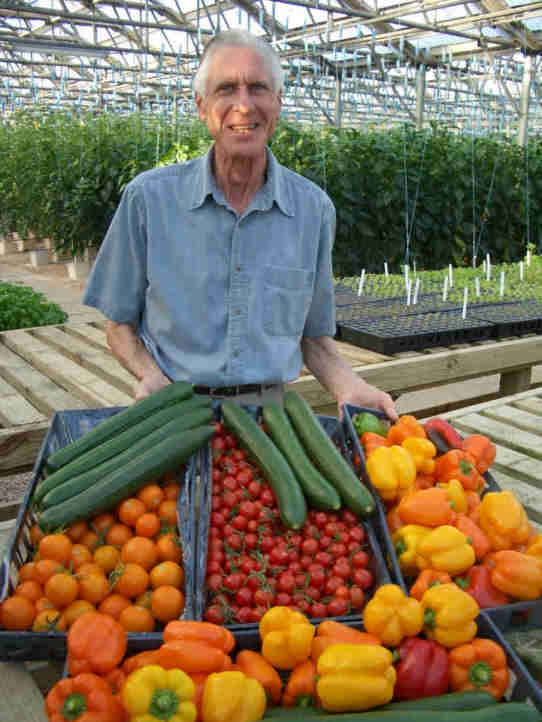
Hydroponik-Gärtner mit seinen Erzeugnissen

(Namensableitung: eingedeutscht aus dem englischen Hydroponics, dieses als Neologismus υδρωπονικά, abgeleitet von γεωπονικά für Geoponica, einer Sammlung von Schriften antiker Autoren zur Landwirtschaft, wobei, γεω-, Erde durch ὑδρο-, Wasser ersetzt wurde.)
Bei den Dauerbewässerungsmethoden der Hydroponik wird darauf Wert gelegt, dass die Pflanzenwurzeln intensiv mit Sauerstoff versorgt werden, ansonsten würden sie unter Luftabschluss verfaulen oder keine Nährstoffe aufnehmen.
Bei dauerhafter Flutung muss das Wasser mit Sauerstoff gesättigt oder übersättigt werden (siehe dazu Sättigungskonzentration). Alternativ wird das Substrat periodisch belüftet, indem der Wasserspiegel abgesenkt wird, oder die Wurzeln stehen nur teilweise oder gar nicht im Wasser und werden durch mit Wasserdampf oder Nebeltröpfchen gesättigter Luft feucht gehalten und mit Nährstoffen versorgt. Durch die optimierte Versorgung der Wurzeln mit Wasser, Nährstofflösung und Sauerstoff wachsen Pflanzen schneller als bei der traditionellen Befeuchtung des Substrats.
Die industrielle Aufzucht von Nutzpflanzen senkt die Marktpreise, das ist günstig für Konsumenten, aber schlecht für herkömmliche kleinstrukturierte Produzenten. Eine Hydroponik-Farm in Berlin ist so groß wie ein Fußballfeld. Auf bis zu 18 Etagen hohen Regalen werden dort 10.000 bis 30.000 Salatköpfe pro Tag geerntet. Durch die Massenkultur und Spezialisierung können Anbau und Vertrieb rationeller gestaltet und der Platz effizienter genutzt werden. Gemüse kann so auch in der Stadt angebaut werden, was die Kosten und die CO2-Emissionen des Transports senkt.
Bei hydroponischer Pflanzenaufzucht wird das Sickerwasser gesammelt, kontrolliert und gespeichert und meist im Kreislauf geführt. Zur besseren Kontrolle der Umgebungsbedingungen wird die Hydroponik meist in Gewächshäusern betrieben.
Das Pflanzenwachstum beeinflussende Parameter werden häufig automatisiert überwacht und optimiert. Dazu gehören:
- Wasser (Regenwassersammlung, natürliche Zusammensetzung, Temperatur, pH-Wert)
- Nährstoffgehalt (mit automatisierter Messung der elektrischen Leitfähigkeit der Nährlösung sowie der Hauptnährstoffe)
- Sauerstoffversorgung der Wurzeln
- Bodenfeuchte
- Luftfeuchte (Feuchte, Abtrocknung)
- Lufttemperatur, Wassertemperatur (gestört durch hitzeentwickelnde Lampen[27]), Tag- und Nachttemperatur
- Luftbewegung führt zu besserer Abtrocknung und dient auch der Windbestäubung; stärkere Luftströmungen bewirken eine Stammverdickung, damit Pflanzen mehr Früchte tragen können oder vor dem Verkauf nicht umknicken
- Lichtbestrahlung (siehe dazu Photosynthetisch aktive Strahlung, Phototrophie, Photosynthese, Lichtleistungsdichte und künstliche Tageslänge)
- CO2-Gehalt der Luft
- Mykorrhiza-Beimpfung
- Pflanzenabstand (weil manche Arten in Gemeinschaft mit anderen Individuen derselben Art mehr Wurzeln bilden als allein aufgezogen[28])
- und sonstige Optimierungsmethoden wie auch bei Erdkultur wie etwa Pflanzenveredelung auf Unterlagen (Salatgurken), Selektion männlicher/weiblicher Pflanzen (Gurken, Hanf), Versorgung mit Aminosäuren, Huminstoffen, Fulvosäuren, Blattdüngung etc.

### Vorteile
Die Vorteile der Pflanzenaufzucht mittels Hydroponik sind:
- üppigeres Wachstum in kürzerer Zeit mit mehr Pflanzen auf der Fläche führt zu Mehrerträgen. Infolge der besseren Nährstoff- und Sauerstoff-Versorgung nimmt das Wachstum zu, Gemüse wird früher erntereif und optimaler Ertrag in der Zeit wird gewährleistet. Ähnliche quantitative Leistungssteigerungen sind sonst bei Fruchtgemüse nur mit Pflanzenveredelung erreichbar.[29]
- durch Stecklingsvermehrung (siehe dazu auch Steckling) und Bewurzelung durch hydroponische Methoden (siehe unten) werden die Keimzeiten und die Zeit bis zum Aufwuchs zur Größe des Stecklings eingespart
- eine Kreislaufführung von Sickerwasser führt zu…
  - Einsparung von (Gieß)Wasser
  - Vermindertem Eintrag von (aus dem Bodenkörper extrahierten oder zugedüngten) Dünger- und Nährstoffen ins Grundwasser
  - Wiedernutzung ausgewaschener Pflanzenexsudate beim nächsten Gießen in der gesamten Rhizosphäre, nichts davon geht (durch Versickerung ins Grundwasser) verloren. Denn bis zu 20 % des in einer Vegetationsperiode durch Photosynthese fixierten Kohlenstoffs werden von den Wurzeln in den Boden (oder bei Hydrokultur ins Sickerwasser) abgegeben. Gemäß einer Studie in Erdkultur wurden 64 - 86 % der Exsudatstoffe durch Mikroorganismen veratmet, 2 - 5 % blieben im Boden zurück. Die Wurzel-Exsudate von Mais waren im Hauptanteil (79 %) wasserlöslich (davon waren 64 % Kohlenhydrate, 22 % Aminosäuren oder Amide und 14 % organische Säuren).[30]
- Einsparung von Dünger (der ansonsten ausgewaschen oder im Boden gebunden wird)
- Kontrolle fehlender Nährstoffe durch (automatisierte) Untersuchung des Kreislaufwassers,
  - dadurch bessere Anpassung der Nährstoffkonzentrationen an die Bedürfnisse der Pflanzen in den verschiedenen Phasen (Wachstum, Blütezeit, Fruchtbildung; ausführlicher siehe dort),

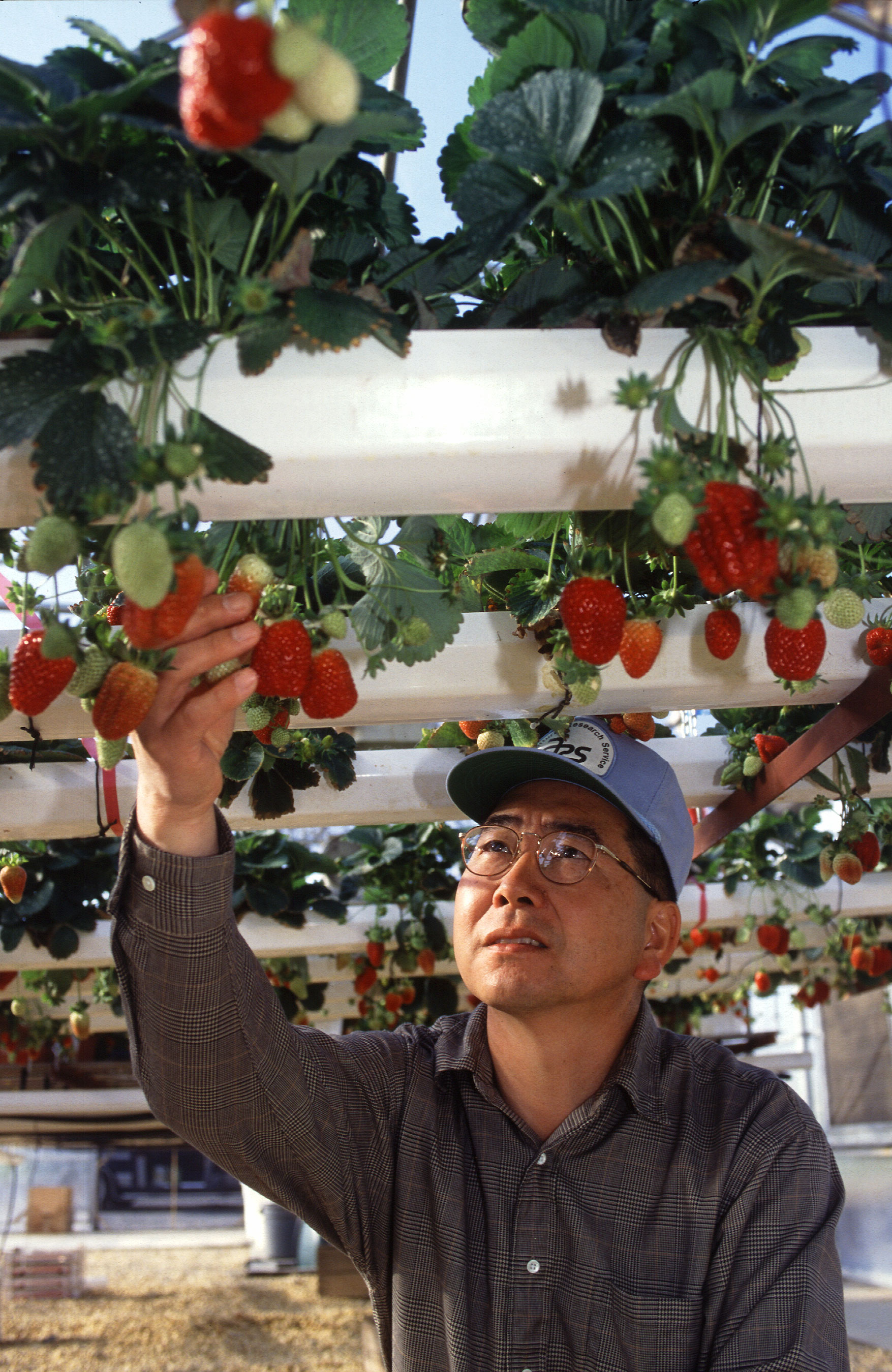
Hydroponisch gezogene Erdbeeren kommen nicht mehr mit Erdboden in Berührung, dadurch keine Ausfälle mehr durch Schneckenfraß oder Schimmelpilze. Die Verwendung von Sorten, bei denen die Früchte herunterhängen (und nicht zwischen dem Laub stehen) ermöglicht leichteres Ernten.

- wegen der fehlenden Erde und meist nahezu keimfreier Arbeitsweisen (Schleusensysteme, UV-Lampen) Verringerung von Schäden durch Mikroorganismen und Kleintiere (beispielsweise Wurzelläuse, Nematoden) und Schadpilze (beispielsweise Schimmelpilze) und damit verbunden
  - Reduzierung des Einsatzes von Schädlings- und Unkrautbekämpfungsmitteln (Pestiziden allgemein, Molluskiziden, Insektizide, Herbiziden (kein Platz für Unkraut), Fungiziden; sowie Beizmitteln). Neben der Umweltaspekte werden dadurch auch Kosten reduziert.
  - keine Erdbewegungen nötig
- üppiges Wachstum von Mutterpflanzen zur Stecklingsvermehrung
- bessere Versorgung der Wurzeln mit Wasser und Sauerstoff,
- weniger Platzverbrauch, weil die Wurzeln sich nicht so weit ausbreiten müssen, um zu Wasser und Nährstoffen zu kommen
- kein Aufwand für Jäten oder Entfernen von Unkraut
- mitunter einfachere Ernte (beispielsweise bei Erdbeeren, die überkopf in Bewässerungsrohren wachsen)
- leichtere Überprüfbarkeit des Gesundheitszustandes von Wurzeln
- kontinuierliche Erntbarkeit von Wurzeln (interessant bei jenen Heilpflanzen, die Wirkstoffe in den Wurzeln sammeln)
- längere Frische von Salat, wenn er samt Wurzeln verkauft wird, er kann dann von Konsumenten eingewässert werden;
- weniger Waschprozesse (beispielsweise von Kartoffeln) nötig als bei Erdkultur
- Pflanzen müssen weniger Energie aufwenden als wenn die Wurzeln in verhärtetes Substrat eindringen müssen[31]

Die höheren Kosten für Substrate fallen hier weniger ins Gewicht als bei der Innenraumbegrünung.
Außerdem ist damit der Anbau von Pflanzen unter extremen Bedingungen, in Hallen, in städtischen Gebäuden und Wohnungen, in Forschungsstationen am Südpol, auf exponierten Inseln mit wenig fruchtbarem Boden oder bei Trinkwassermangel oder im Weltraum einfacher oder erst möglich.

### Nachteile
Nachteilig sind:
- Für Hydroponik wird hauptsächlich energieaufwändig produzierter Kunstdünger eingesetzt
- Bei der Verwendung von Steinwolle oder Kaliumpolyacrylat (Superabsorber) als Substrat entstehen große Abfallmengen. Nach einer Saison werden durchwurzelte Steinwolleblöcke oder -säcke deponiert. Für die Niederlande allein fallen (gemäß einer Quelle aus 2008[33]) jährlich etwa 200.000 Kubikmeter Steinwollreste als Abfälle an, die entsorgt werden müssen.
- manche Steinwolle- und Glaswolle-Substrate emittieren lungengängige Kurzfasern und können Schmälzmittel (als Bindemittel) enthalten.[34] (Steinwolleabfälle gelten vielerorts als gefährliche Abfälle[35]).
- Hydroponik ist, selbst bei Verwendung ausschließlicher biogener Düngemittel, nicht für das Heranziehen von Biogemüse zugelassen (und darum wird wenig Forschung in dieser Richtung betrieben).
- Das Pumpen, Leiten und Speichern und die Überwachung der Parameter erfordert (teure) Technik und technisches Know How und ständige Aufmerksamkeit und Kontrolle der Technik,
- Bei Ausfall von Pumpen wird die regelmäßige Bewässerung gestoppt, substratlos gezogene Wurzeln und Pflanzen vertrocknen dann schneller als Wurzeln in Erde (die eine gewisse Menge Wasser speichern kann)
- Die vermehrte Pumparbeit verbraucht mehr elektrische Energie als bei seltener bewässerten Kulturen
- Pflanzenkrankheiten und Schadorganismen (wie Fusarium, Phytophthora und Pythium[36]; siehe auch Umfallkrankheit) können sich über die Bewässerungsanlage ausbreiten. Humanpathogene Krankheitserreger (beispielsweise im Freiland aus dem Kot von Wildtieren stammend) können in Pflanzen allgemein über Wurzeln, Stängel, Blätter, Sprossen und Früchte eindringen, diese infizieren und sich dort vermehren. Fraß oder Saugstiche von Insekten können ebenso Eintrittspforten sein.[37] Im Hydroponik-Kreislaufwasser können sich solche Keime vermehren. In größeren Bewässerungsanlagen wird deshalb das Gießwasser mit UV-Licht desinfiziert.
- Im Wasser lebende oder sich vermehrende humanpathogene Bakterien, wie beispielsweise Legionellen, können das Personal gefährden, wenn das Wasser versprüht oder vernebelt wird
- Probleme mit dem Gießwasser (pH-Wertänderungen, Aufkonzentration durch Verdunstung, Ablagerung von Salzen an der Substratoberfläche durch vermehrte Verdunstung) können Pflanzen schnell schädigen
- Im Boden wird beim mikrobiellen Abbau von Pflanzenresten CO2 gebildet, das Pflanzen für die Photosynthese benötigen. Beim erdlosen Anbau entsteht CO2 nur bei der Wurzelatmung (und entstammt dann meist der Pflanze), für den Kohlenstoffeintrag im Zuge der Photosynthese muss es daher extra der Gewächshausluft beigemischt werden.
- Pflanzen bilden Aromastoffe, um sich vor mikrobiellen und herbivoren Schädlingen und Fraßfeinden zu schützen[38] (siehe dazu auch Fraßverteidigung); die Reduktion der Kontamination solcher Schädlinge durch Hydroponik kann auch zu Aromaverlust führen
- bei Wein spricht man davon, dass der Bodentyp den Charakter des Weins prägt, also ein Einfluss erschmeckbar wäre, ebenfalls bei Obst[39] und Gemüse Unterschiede feststellbar wären.[40][41] Bei einheitlichen Düngelösungen der Hydrokultur gingen Aromadifferenzierungen des gezogenen Gemüses aufgrund unterschiedlicher Bodentypen verloren (siehe auch Weinbergsböden und Wein, Terroir und Wahl der Rebflächen).
- in heißen Weltgegenden ist die dort nötige (energieaufwändige) Kühlung des Kreislaufwassers ein Problem[42]

### Substrate

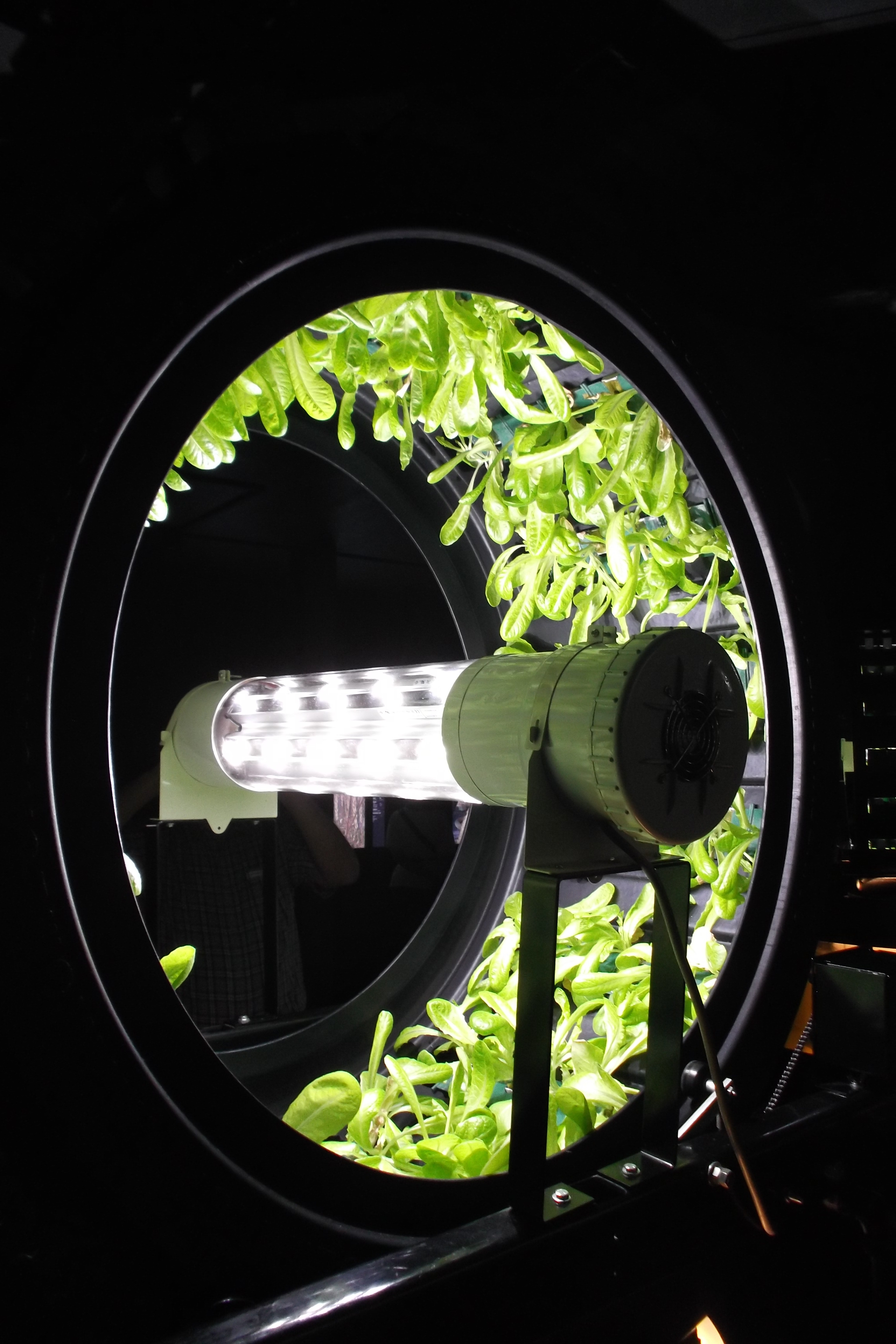
Hydroponik-Ausstellungsstück im belgischen Pavillon auf der Expo 2015 in Mailand

Bei einigen Hydroponik-Methoden hängen die Pflanzenwurzeln ohne Substrat direkt in Nährlösungen oder in einen mit Nährstoffnebel oder -tröpfchen angereicherten Luftraum. Substrat dient lediglich dazu, den Wurzeln Halt zu geben und die Pflanzen so aufrecht zu halten und Hohlräume für die Wurzeln zu bieten, trägt aber nicht zur Ernährung der Pflanzen bei.
Die meisten Substrate für Hydroponik sind poröser als Erde, der Porenraum ist um den Faktor 1,3 bis 3 fach größer. Mehr Luftraum bedeutet mehr Sauerstoff im Wurzelbereich, mehr Platz für Wurzeln und weniger Energieaufwand oder Stress für die Pflanzen, um Wurzeln „einzubohren“.
Entsprechend der Struktur des Porenraumes des Substrats breiten sich die Wurzeln aus: Weite Grobporen mit Durchmessern größer als 50 μm sind allen Wurzeln zugänglich. Mittelporen mit Durchmessern 0,2 – 50 μm können nur von Wurzelhaaren erschlossen werden. Feinporen kleiner als 0,2 μm können Wasser speichern, werden aber weder von Wurzelhaaren noch von Pilzhyphen aufgesucht.
Wichtige Faktoren für Substrate sind:
- Wasserhaltevermögen (die Menge an Wasser, die eine Substanz aufnehmen kann)
- Retention (Boden): Die Kraft, die das Wasser im Substrat hält und welche Saugkraft die Wurzeln entwickeln müssen, um das Wasser daraus adsorbieren zu können
- Rohdichte (vulgo Gewicht trocken und nass), lufthaltige Blähtonkugeln mit zu geringer Dichte oder organische Stoffe (wie beispielsweise Hackschnitzel) können aufschwimmen
- Partikelgröße, je nach Korngröße sind die Hohlräume zwischen den Partikeln größer oder kleiner
- Durchlässigkeit für Wasser
- pH-Wert der Eluate (siehe dazu auch Bodenversauerung)
- Ionenbindungsvermögen und -austauschkapazität
- Phytotoxizität (hinsichtlich beispielsweise kupferfreiem Gestein oder dem (Meer)Salzgehalt in Kokosfasern)

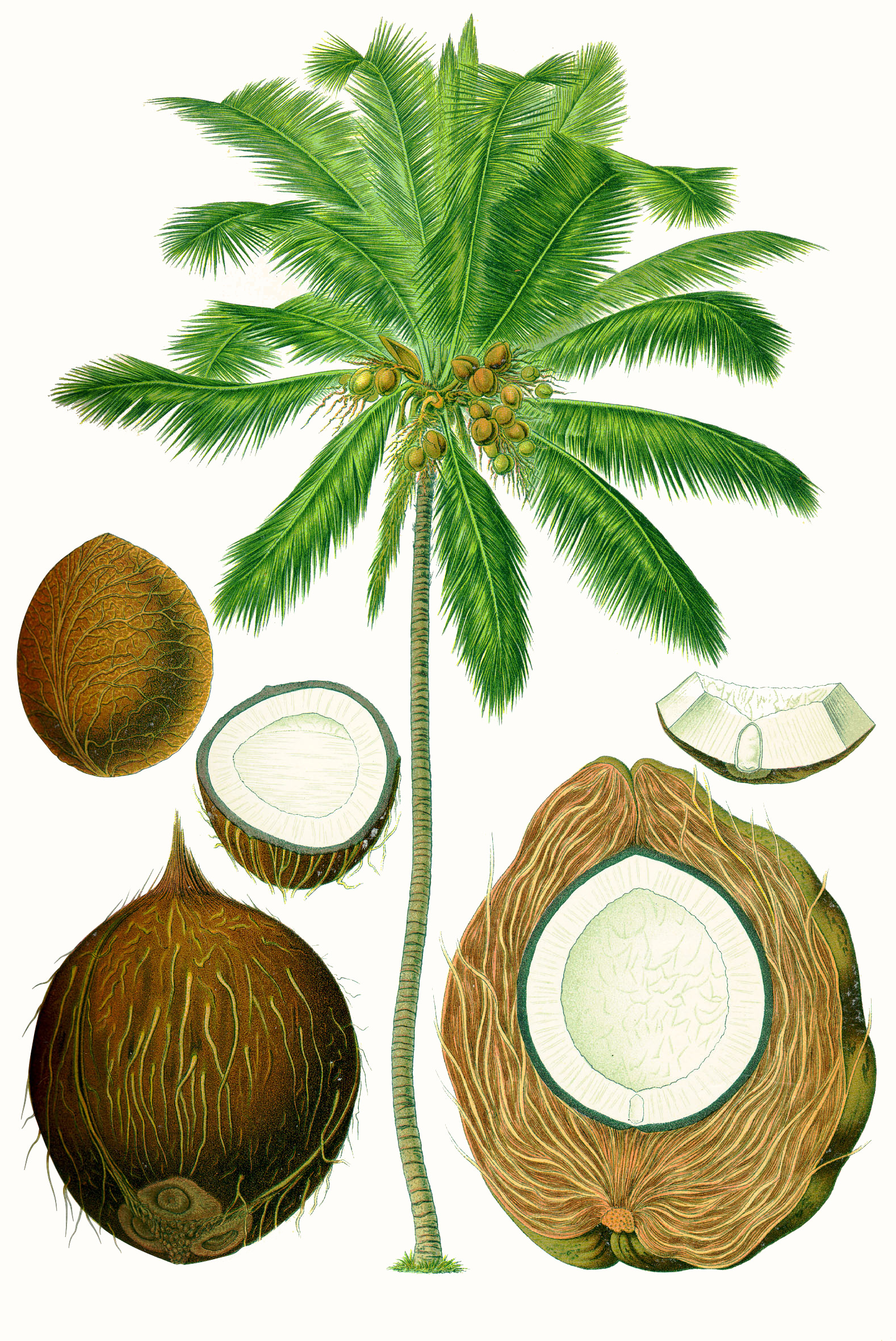
Aus der äußeren Faserhülle (Mesokarp) der Kokosnuss werden Kokosfasern gewonnen. Diese sind häufig mit Chloriden, aus Meerwasser stammend, belastet und müssen vor dem ersten Einsetzen von Pflanzen chloridfrei gewaschen werden.

Zur Aussaat und bei Tropfbewässerung wird häufig Mineralwolle verwendet, aus der die Jungpflanzen in andere Substrate umgesetzt werden. Andere verwendete Substrate sind
- anorganische Substrate:[3] Steinwolle und Glaswolle, Lavasteine, Bimssteine, aufgeblähter Vermiculit (Blähglimmer), Perlit, Blähtonkügelchen, Kies oder Sand, Zeolithe,[44] Keramikschaum und Glasschaum[45] und Ziegelsplit;[45]
- übliche naturorganische Substrate: Torfgranulat, (zu Blöcken gepresste) Kokosfasern, Sägemehl, minderwertige Braunkohle,[46] Kompostpresslinge,[45] Reisspelzen,[45] Hackschnitzel[45] und Zusätze von Holzkohle[47]
- Kunststoffabfälle: Polystyrol-Verpackungschips[45] und Kunststoff-Recyclat-Fasern

### Bewässerung
Bei Zuleitungsrohren und -schläuchen sollte der Durchmesser möglichst groß gewählt werden. Der Volumendurchfluss ist nämlich (aufgrund des Gesetzes von Hagen-Poiseuille) von der vierten Potenz des Radius abhängig. So würde beispielsweise eine Verringerung des Rohrdurchmessers auf die Hälfte den Strömungswiderstand auf das 16fache erhöhen oder eine Erweiterung des Rohrdurchmessers auf das Dreifache (eineinhalb Zoll statt Halbzoll) den Volumendurchfluss um das 81fache verbessern. Eine Vergrößerung des Rohrdurchmessers kann daher die Pumpleistung einer Pumpe erhöhen (mit dem Effekt größerer Pumphöhe oder mehr Durchfluss), wodurch schwächere Pumpen gewählt werden können, was die Energiekosten erheblich reduziert.
Bei Hydroponik-Systemen ist es wichtig, die Ursache von etwaigen Wasserverlusten zu erkennen. Wasserverlust durch Verdunstung erfordert lediglich Ergänzung mit Frischwasser, Wasserverlust durch Lecks führt zugleich zu Verlust an Dünger, dessen Gehalt bei Wasserzufuhr aber ergänzt werden muss.

### Kultivierungsformen
Neben der für Zierpflanzen verbreiteten Kultivierung in Substraten werden besonders im Erwerbsgartenbau andere Kultivierungsformen angewendet:

#### Ebbe-Flut-System
Um den gleichmäßigen Stofftransport von und zu den Wurzeln zu optimieren, werden Pflanzen auf Pflanzentischen in Gärtnereien und Hydroponik-Anlagen im Pflanzenbau häufig mit einem Ebbe-Flut-System (englisch „ebb and flow“ oder „flood and drain“), auch Anstaubewässerung genannt, be- und entwässert. Die Pflanzen stehen dazu in wasserdichten Wannen, die Bewässerung erfolgt mittels Wasserpumpen. Die Pflanzenwanne wird periodisch geflutet und wieder geleert. Das ansteigende Wasser löst oder verdrängt das Bodenatmungs-Stoffwechselprodukt Kohlenstoffdioxid in den Luftraum, wo die Pflanzen es bei der Photosynthese verarbeiten. Der absinkende Wasserspiegel saugt sauerstoffhaltige Frischluft von oben nach.
Bei kleinen Pflanzbehältern kann das Wasserreservoir mit einem flexiblen Schlauch an den Pflanzenbehälter angeschlossen und manuell gehoben und gesenkt werden, um das Wasser ein- und auslaufen zu lassen.
Bei automatisierten Systemen wird die Flutung oft durch eine per Zeitschaltuhr gesteuerte Wasserpumpe vorgenommen. Die Einlauföffnung für die Nährlösung befindet sich am tiefsten Punkt der Pflanzenwanne. Der Wasserspiegel steigt, bis er ein Überlaufrohr erreicht. Mit dem Abstellen der Pumpe fließt die Nährlösung in umgekehrter Richtung über Zuleitung wieder zurück in den Sammelbehälter.
Auf die Zeitschaltuhr kann verzichtet werden, wenn die periodische Entleerung durch einen Saugheber gesteuert wird.
Die Flüssigkeit wird dabei kontinuierlich aus einem Wasserspeicher in die Pflanzenwanne („Oberwasser“) gepumpt. Nach Erreichen des gewünschten Wasserspiegels in der Pflanzenwanne läuft das Wasser über den Ablaufsiphon selbsttätig in den darunter befindlichen Wasserspeicher („Unterwasser“) ab.
Beim Ebbe-Flut-System und inerten Substraten wie Blähton werden Gießintervalle einer halben Stunde für die Befeuchtung empfohlen. Je höher die Wasserspeicherkapazität eines Substrats ist, umso seltener muss bewässert werden. Werden organische Substrate wie Hackschnitzel, Torf oder Kokosfasern verwendet, genügt sogar ein Bewässerungsintervall von einigen Tagen. Mit fortschreitender Durchwurzelung werden die zeitlichen Abstände verkürzt, bis schlussendlich ein- oder zweimal am Tag bewässert werden muss.
Tritt bei Pflanzenwurzeln Wassermangel auf, so schützt sich die Pflanze durch Abstoßen oder Verkorken von Wurzelteilen, vor allem ältere Wurzeln „verholzen“ (siehe dazu auch CODIT). Mit neuerlicher Wasserzufuhr müssen erst wieder neue Feinwurzeln gebildet werden (den Effekt nutzt auch das sogenannte „air-pruning“, bei dem luftdurchlässige Pflanzenbehälterwandungen oder Abtrocknung von Wurzelballen die Ausbildung von mehr Feinwurzeln anregen).
Zu schnelles Abfließen von Wasser kann zum Bruch von Feinwurzeln und Ausschwemmen des diese umgebenden kohlenhydratreichen Schleims führen (der wiederum Mykorrhizapilze ernährt, die wiederum den Wasserhaushalt der Pflanzenwurzeln verbessern) (siehe dazu auch Wasseraufnahme der Rhizodermis).

#### Deep Water Culture (DWC)

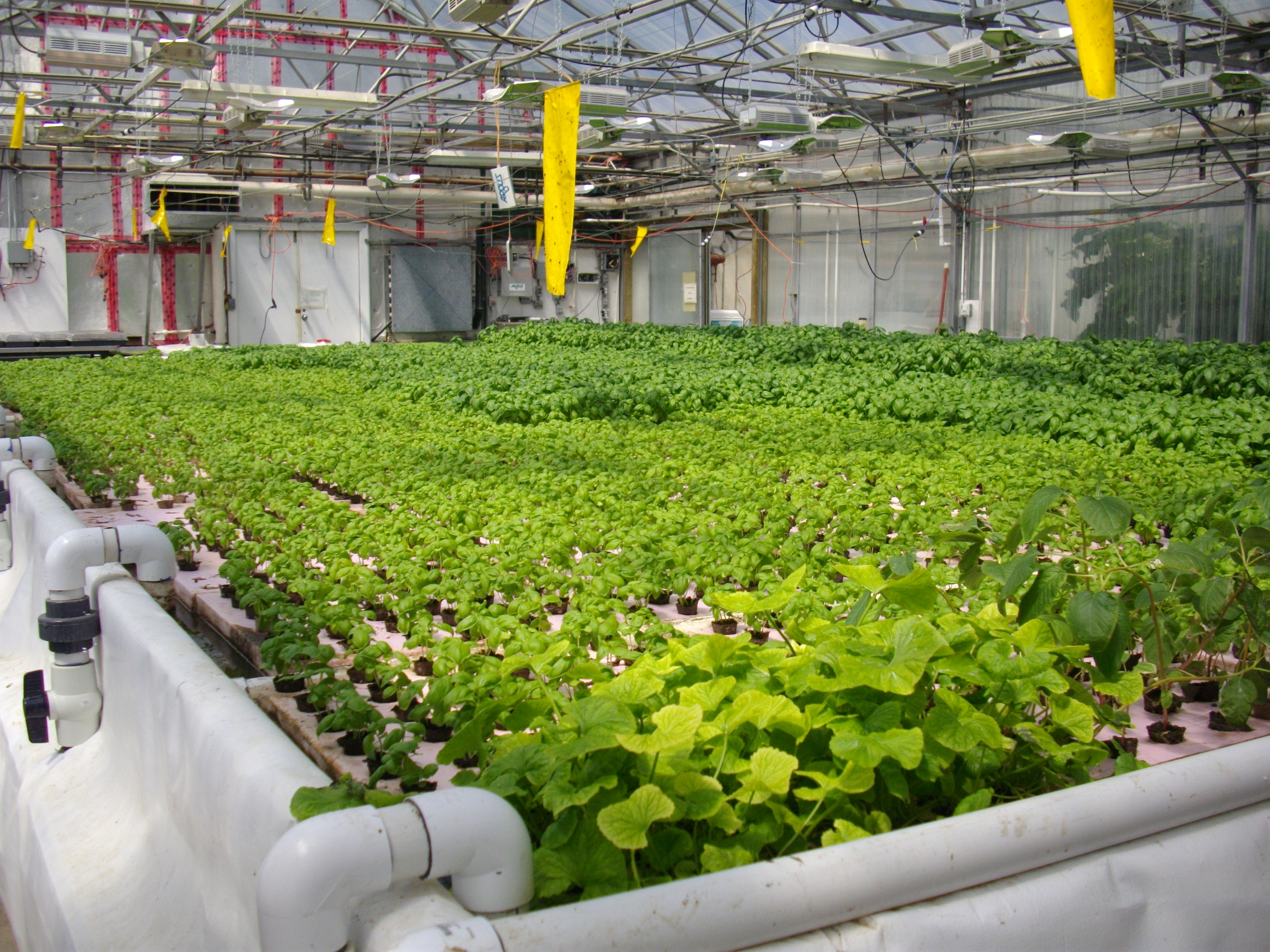
Pflanzenkultivierung in Deep Water Culture

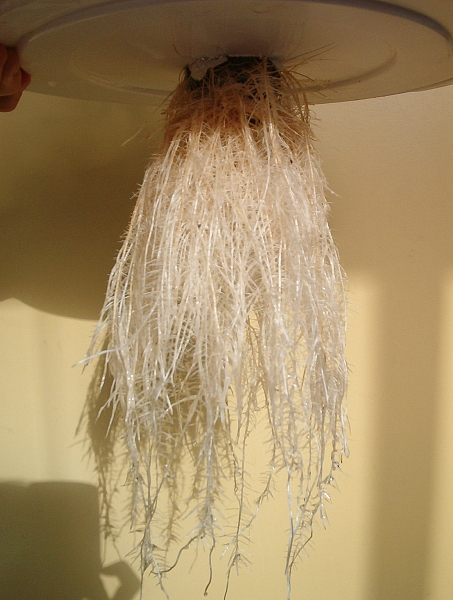
Die Wurzeln einer hydroponisch gezogenen Pflanze

Deep Water Culture ist eine Anbauform, bei der die Pflanzen schwimmend in Nährlösung gehalten werden und die Wurzeln direkt in der gut belüfteten Nährlösung hängen.
Meist werden die Pflanzen mit substratgefüllten Netztöpfen in entsprechend gelochte Styroporplatten gesteckt und diese dann in Becken mit Nährlösung gelegt.
Da Wurzeln neben Wasser und Nährstoffen auch Sauerstoff benötigen, muss das Nährlösungsbecken gut belüftet werden, damit permanent Luftbläschen aufsteigen. Wird dies unterlassen, sterben die Wurzeln und mit ihnen die Pflanzen rasch ab. Bei schwimmenden Inseln ist das Wasser allein durch Luftdruck und Wellenbewegungen bis in etwa 4 Meter Tiefe sauerstoffgesättigt. In Nährlösungsbecken steht weniger freie Oberfläche für Sauerstoffeintrag zur Verfügung, darum werden diese künstlich belüftet. Auch Wasserbelüftung mit CO2 mithilfe eines sogenannten „Carbonators“ soll höhere Pflanzen besser wachsen lassen (indem durch Beeinflussung der Karbonathärte der pH-Wert gesenkt wird).

#### Kratky-Methoden
Diese „passiven“ Methoden nach B.A. Kratky, Professor an der Universität Hawaii, sind Varianten der Deep Water Culture, kommen aber ohne Belüftungs- oder Umwälzpumpen aus. Sie werden für vereinfachte Salatanzucht verwendet. Die Samen keimen in Kokosfaser-Quelltöpfen, die bereits im endgültigen Gefäß an einer Grundplatte fixiert in die Nährlösung eintauchen oder in Kunststoffröhren stecken, die in die Nährlösung tauchen. Mit der Entwicklung der Wurzeln wird der Flüssigkeitsstand der Nährlösung laufend abgesenkt, mit dem Ziel, dass sich die Wurzeln entsprechend verlängern. Der Luftraum über der Nährlösung sättigt sich durch Verdunstung mit Wasserdampf und versorgt den Anteil der Wurzeln, der nicht in die Nährlösung eintaucht, mit Sauerstoff.
Kratky entwickelte auch eine vereinfachte hydroponische Anzuchtvariante für Kartoffeln (weil Hawai'i 99 % der Kartoffeln importieren muss). Die Saatkartoffeln werden dazu in Zeitungspapier gewickelt und die entstehenden „Röhren“ in Nährlösung eingestellt.

#### Nutrient Film Technique (NFT)

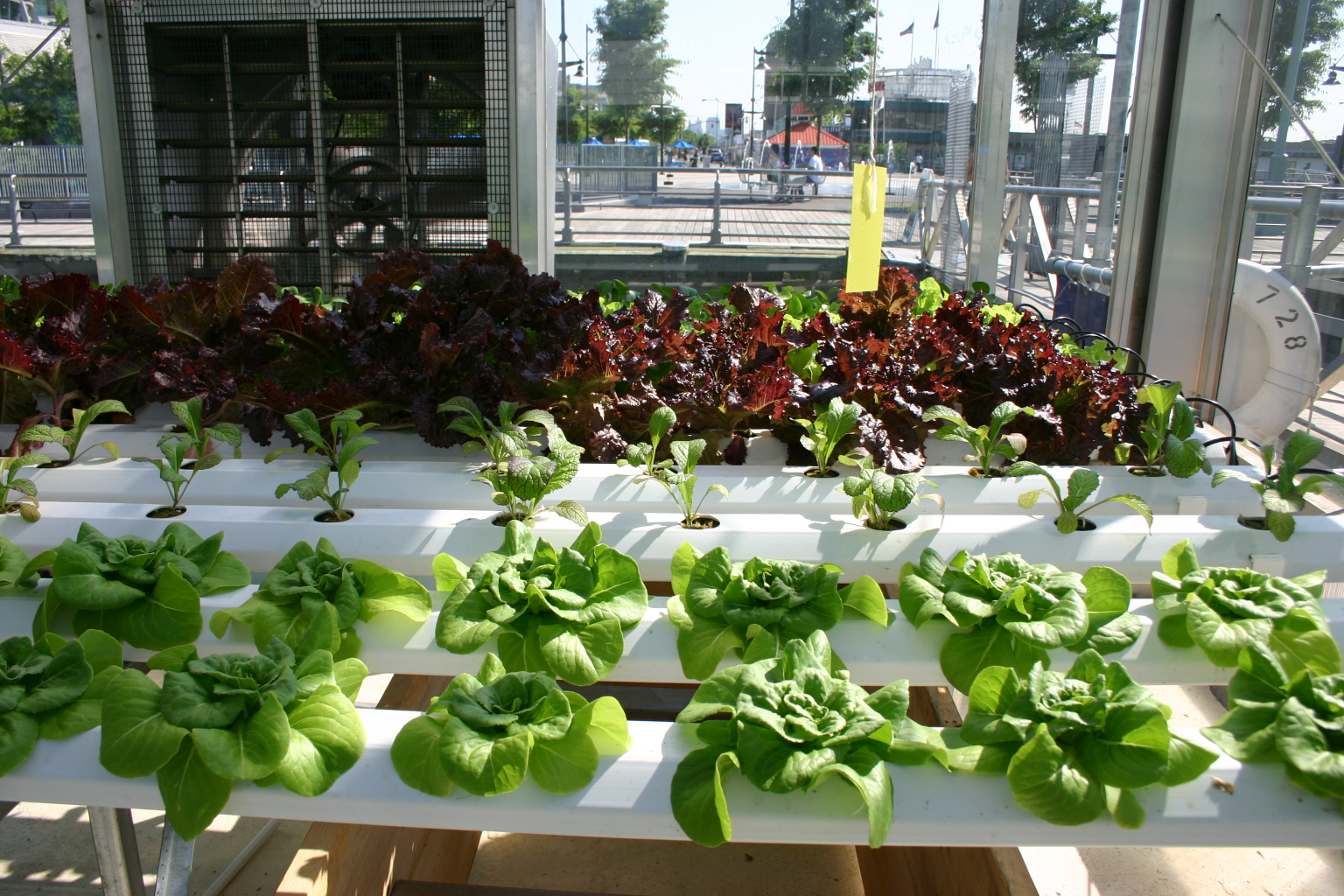
Salatanbau in Hydrokultur. Im Vordergrund NFT-Kanäle.

Auch die Nährlösungsfilm-Technik ist eine Anbauform, bei der die Pflanzen in Kanälen bzw. Rohren gezogen werden, die in einem leichten Gefälle (1–2 %) verlegt sind und von Nährlösung durchflossen werden. Die Pflanzen werden meist mit substratgefüllten Netztöpfen in passende Löcher in die Kanäle gesetzt.
Die Wurzeln der Pflanzen liegen teils in der Nährlösung, teils oberhalb im luftgefüllten Bereich des Kanals. In NFT können die Pflanzen sehr leicht geerntet und gewechselt werden.
Problematisch können sehr lange Kanäle (>100 m) sein, in denen sich bei Sonneneinstrahlung die Nährlösung zu stark erwärmt oder zum Ende des Kanals einen zu geringen Nährsalzgehalt hat, so dass die letzten Pflanzen weniger gutes Wachstum zeigen.
Die Größe der Kanäle und der Abstand der Pflanzen müssen dem Wurzelwachstum der Pflanzen angepasst werden, damit der Kanal nicht im Laufe der Zeit verstopft und damit der Fluss unterbrochen wird.

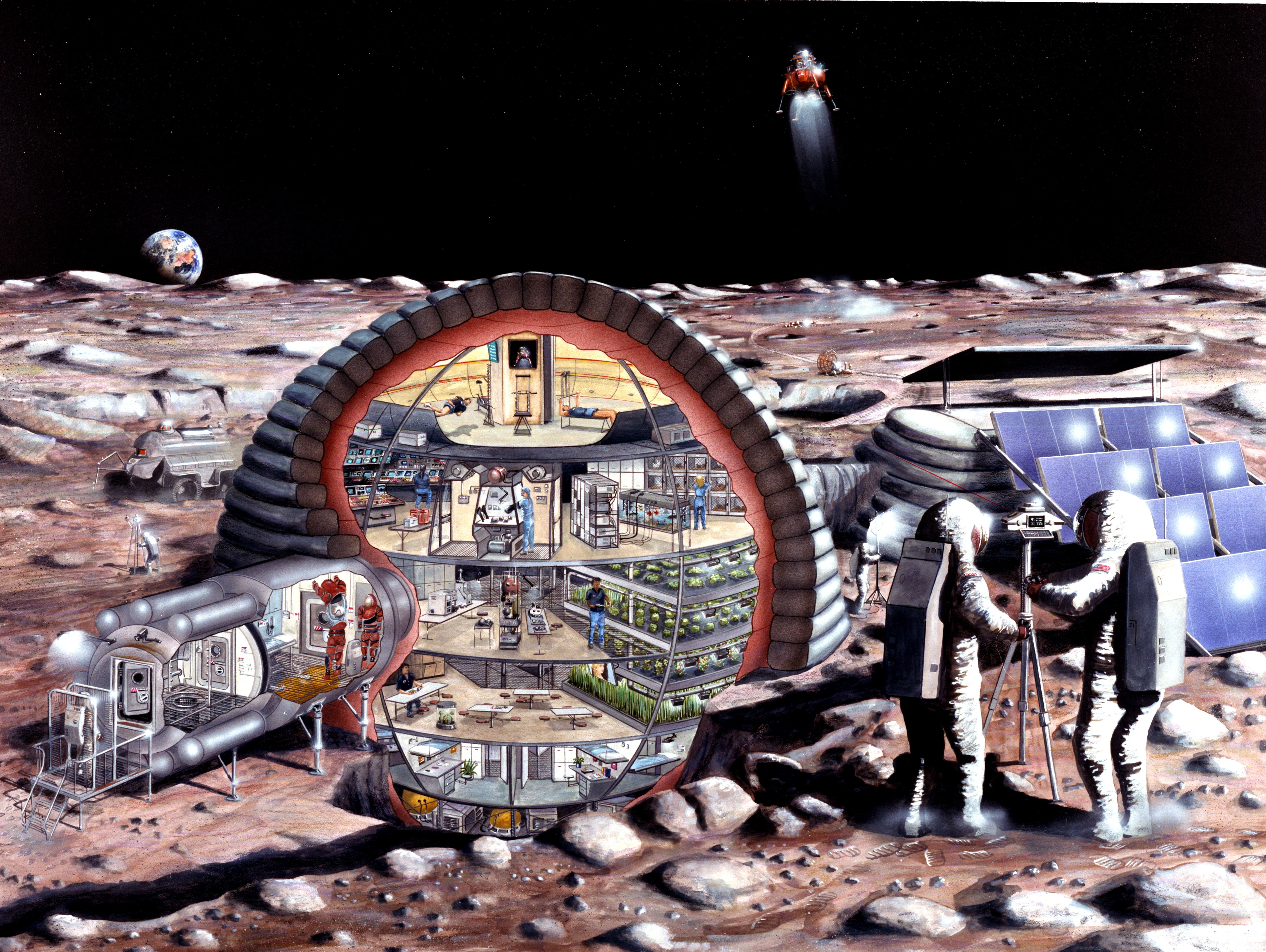
Nahrungspflanzenanbau mit Hydroponik; in der Raumfahrt für eine Mondbasis

#### Aeroponik und Fogponics
Bei Aeroponik wird die Nährlösung mittels Hochdruckdüsen oder Sprinklern in Luft vernebelt. Diese Methode lässt Wurzeln stärker wachsen als das grüne Kraut, darum wird sie hauptsächlich zur Stecklingsbewurzelung verwendet. Stecklingsvermehrung als Variante des Klonens, beispielsweise von Tomatenpflanzen, verkürzt die Anbauzeit, denn die Zeiten für die Keimphase der Saaten werden eingespart.
Bei Fogponics, einer Spezialform der Aeroponik, wird die Nährlösung mithilfe von Ultraschallverneblern in Luft feinst vernebelt. Diese Methode kommt ohne Pumpen und mit einem Minimum an Wasser aus. Sie wurde von Mitarbeitern der NASA für die Pflanzenanzucht in Raumstationen entwickelt, da wenig Wasser in den Weltraum transportiert werden muss und die feinen Wassertröpfchen unabhängig von fehlender Schwerkraft die Pflanzenwurzeln erreichen. Aufgrund der einfachen Realisierbarkeit bei geringen Kosten und dem geringen Raumgewicht der Systeme und damit leichteren Stapelbarkeit von Pflanzenwannen gilt diese Methode als diejenige Hydroponik-Methode „mit der größten Zukunft“.
Nachteilig bei diesen Verfahren ist, dass sämtliche Energie (Arbeit), die in das System für die Zerstäubung der Nährlösung eingebracht wird, schlussendlich (durch Freiwerden der Grenzflächenarbeit der koagulierenden zerteilten Tröpfchen) als Wärme freigesetzt wird und die Nährlösung erwärmt. Mitunter sind für die Abkühlung Wärmetauscher notwendig.

#### Weitere hydroponische Systeme

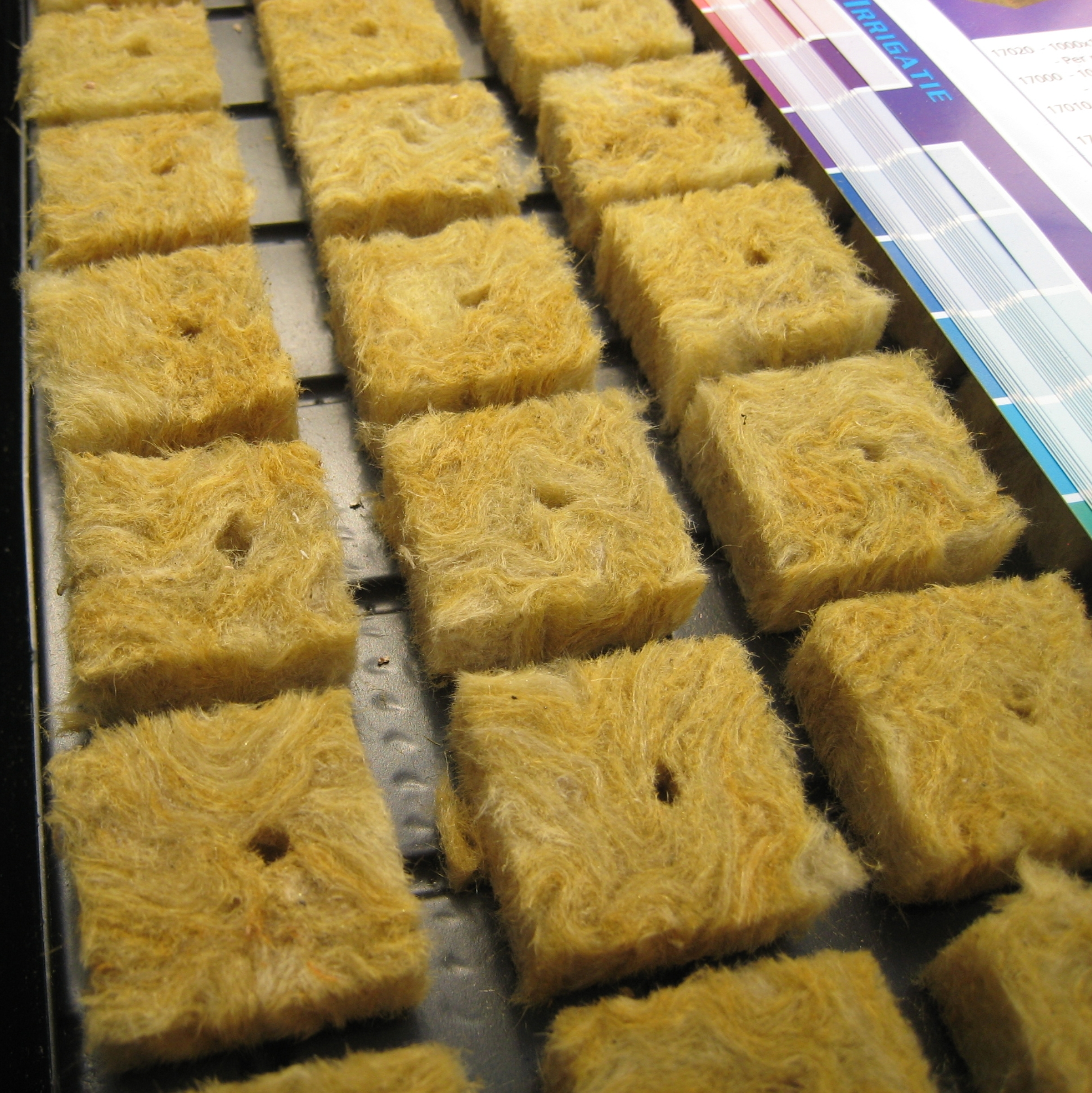
Würfel aus Steinwolle, die zum Indoor-Anbau von Cannabis verwendet werden

- Tröpfchenbewässerung von Substratblöcken, -säcken oder Folienschläuchen (als Behälter). Sie wird meist für die Heranzucht von Tomaten verwendet, weil die Wurzeln von Tomatenpflanzen empfindlich gegenüber Staunässe sind[3](siehe dazu auch Tomate#Erfolgsfaktoren).
- Aero-Hydroponik: Ein unten offenes Rohr reicht ins Wasserreservoir am Boden eines Pflanzenbehälters. Wird unten ins Rohr Luft eingepumpt, so ziehen die aufsteigenden Luftblasen die Nährlösung nach oben und reichern sie gleichzeitig mit Sauerstoff an (siehe dazu Mammutpumpe). Das Wasser wird über Tröpfchenbewässerungssysteme verteilt. Auch Systeme mit Wasserpumpen für Tröpfchenbewässerung, bei denen das Sickerwasser in das Wasserreservoir zurückfließt werden Aero-Hydroponik genannt.[3] Eine Variante davon ist Air-dynaponics, bei der Luft so an der Oberfläche der Nährlösung eingeblasen wird, dass Wassertropfen in den Wurzelraum darüber geschleudert werden und so Wurzeln befeuchten sollen.

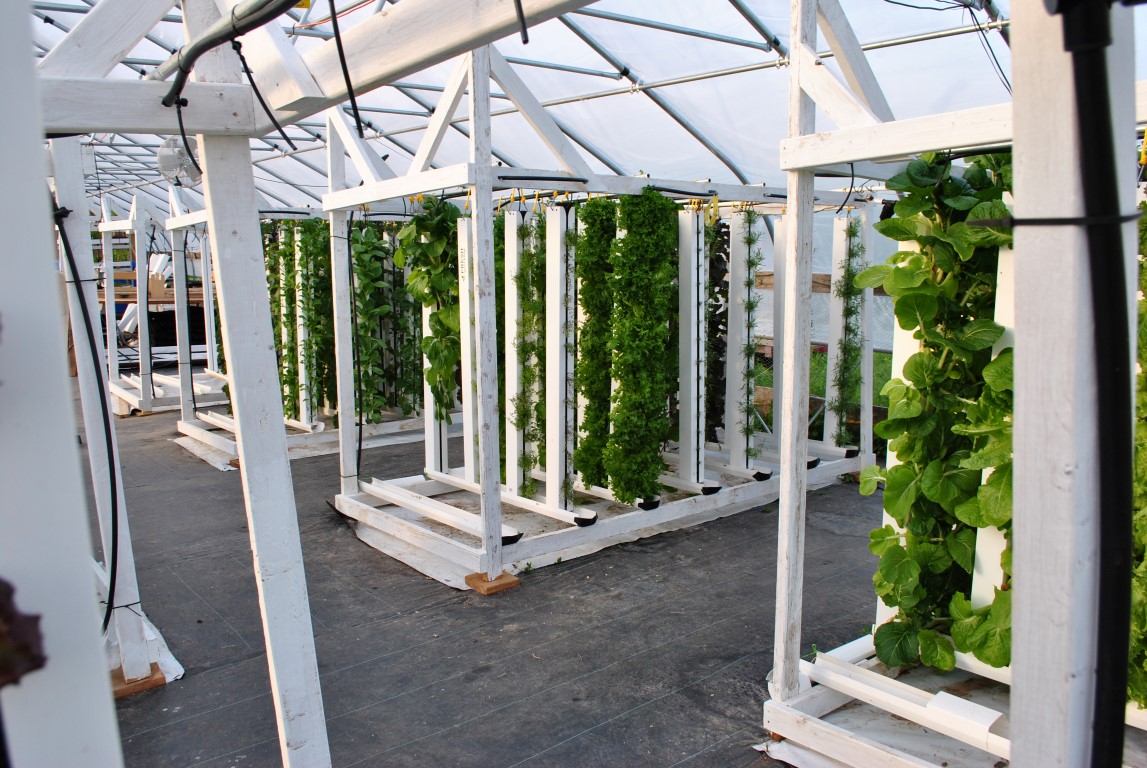
Anbau in vertikal platzierten Röhren

- Vertikaler Anbau[3] in Pflanzentürmen, die von oben durch Tröpfchenbewässerung oder -nebel dauerbefeuchtet werden. Rohre mit großem Durchmesser mit Öffnungen für Einzelpflanzen sind dabei besser als rundum offene Gitterkörbe, weil damit die Wasserverdunstung und somit der Wasserverbrauch minimiert werden können. Solche Türme sind meist um eine Pflanzenlampe gruppiert. Optimiert werden solche Pflanzentürme durch Versorgung der Wurzeln mit Nährstofflösungsnebel (wie bei fogponics), der durch die Rohre mithilfe von Ventilatoren geblasen wird. Der Nachteil von vertikalen Rohren (mit Benebelung) oder schräg horizontalen Rinnen (mit Bewässerung) ist, dass üppiges Wurzelwachstum die Nebel- oder Wasserleitung behindern kann und im Feuchtestrom nachfolgende Pflanzen unterversorgt werden.
- passive Systeme (ohne Technik):
  - Bewässerung mit Dochten („Wicking“[5]) und Kapillarmatten[3] (siehe dazu auch Kapillare)
- Aquaponik ist eine Kombination aus Aquakultur und Hydroponik, bei der die Fischausscheidungen als Dünger genutzt werden. Wasser aus einem Sammeltank wird belüftet zuerst in den Fischbehälter gepumpt, dessen Überlauf rinnt über einen Nitrifikationsfilter (zur Umwandlung von Ammoniumstickstoff in Nitratstickstoff) weiter zu den Pflanzen und von dort zurück in den Sammeltank. Die Schwierigkeit dabei liegt in der Temperaturerhaltung des Kreislaufwassers im Sommer und im Winter, damit die Fischhaltung nicht zur Tierquälerei wird. Es gibt auch Kombinationen mit Garnelenzucht von Süßwassergarnelen (beispielsweise Rosenberggarnelen).
- Das Integrated Floating Cage Aquageoponics System (IFCAS) kombiniert Aquaponik und Pflanzenanbau im Erdboden.[57]
- Bei Vermiponics wird Wurmtee („AACT“; „actively aerated compost tea“[58] für aktiv belüfteter Komposttee) aus einer Wurmfarm als Naturdünger für Hydroponik eingesetzt.
- Kombinationen verschiedener Verfahren: Werden bei diversen Verfahren ausschließlich organische Biodünger eingesetzt, dient oft ein Ebbe-Flut-System als Rieselfilter und Anlage zur Oxidation von Ammonium zu Nitrat. In manchen Gewächshäusern wird nur eine Art Gemüse, beispielsweise nur Kopfsalat in Deep-Water-Culture, angebaut und die ganze nachgelagerte Verarbeitungs-, Verpackungs- und Vertriebskette danach optimiert, in anderen Gewächshäusern werden auch 50 verschiedene Gemüse und Kräuter aufgezogen, deren Ansprüche unterschiedliche Verfahren benötigen.

#### Kultivierung in geschlossenen Hallen

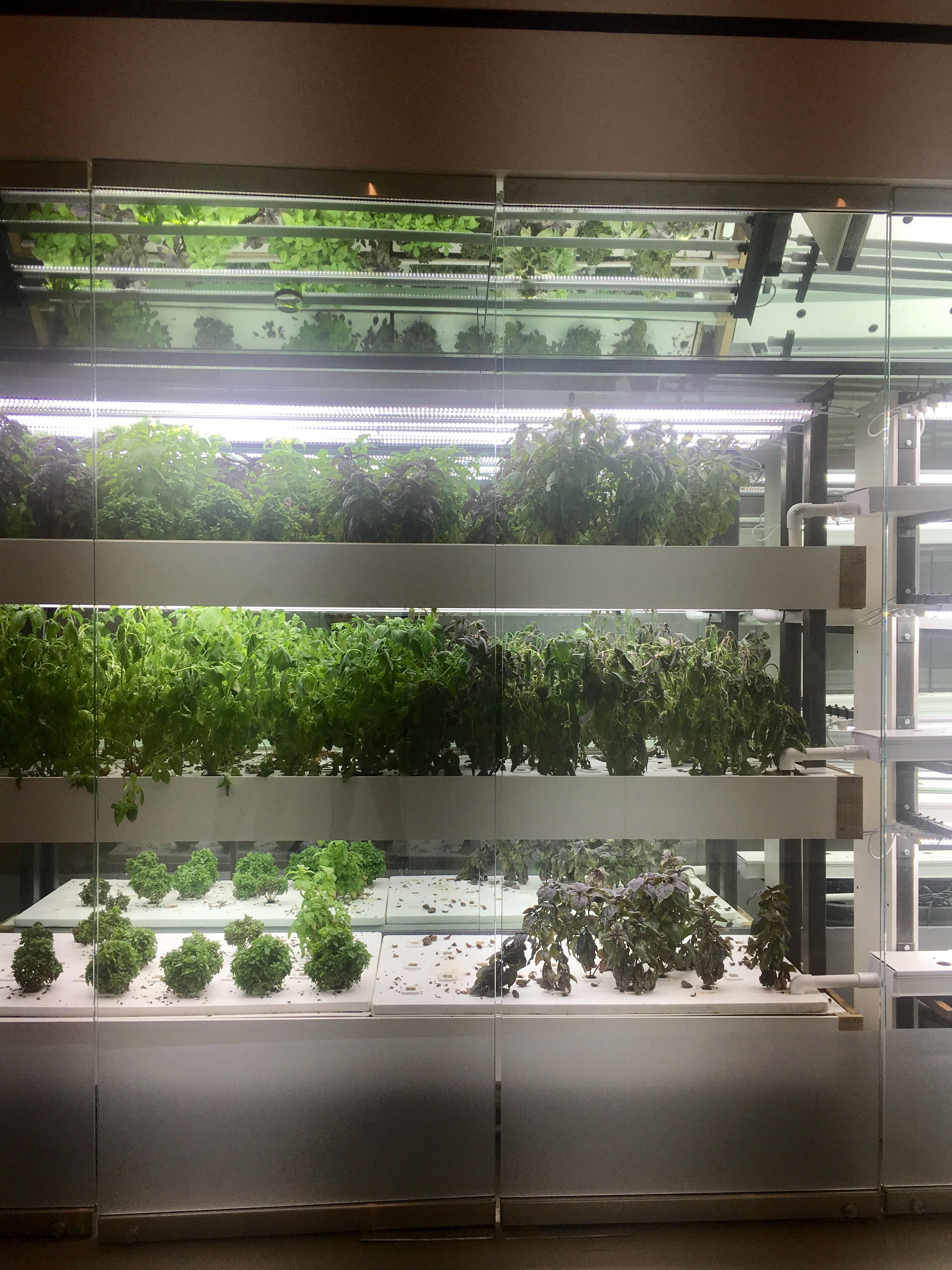
Pflanzenaufzucht in Regalen. Jedes Regalfach mit extra Beleuchtung.

Ausgehend von Forschungen japanischer Unternehmen wurde die Pflanzenanzucht von Gewächshäusern in geschlossene Hallen verlagert. Die Pflanzen werden in gestapelten Regalen aufgezogen. Die Wurzeln ragen in einen Nebelraum (Fogponics) oder belüftete Nährlösung, die Blätter werden in jedem Regalfach mit Pflanzenlampen (heutzutage meist LED-Leuchtmittel) mit photosynthetisch aktiver Strahlung und optimierter Quanteneffizienz mit optimalen McCree-Kurven (farbig dargestelltes Lichtfrequenzspektrum) beleuchtet.

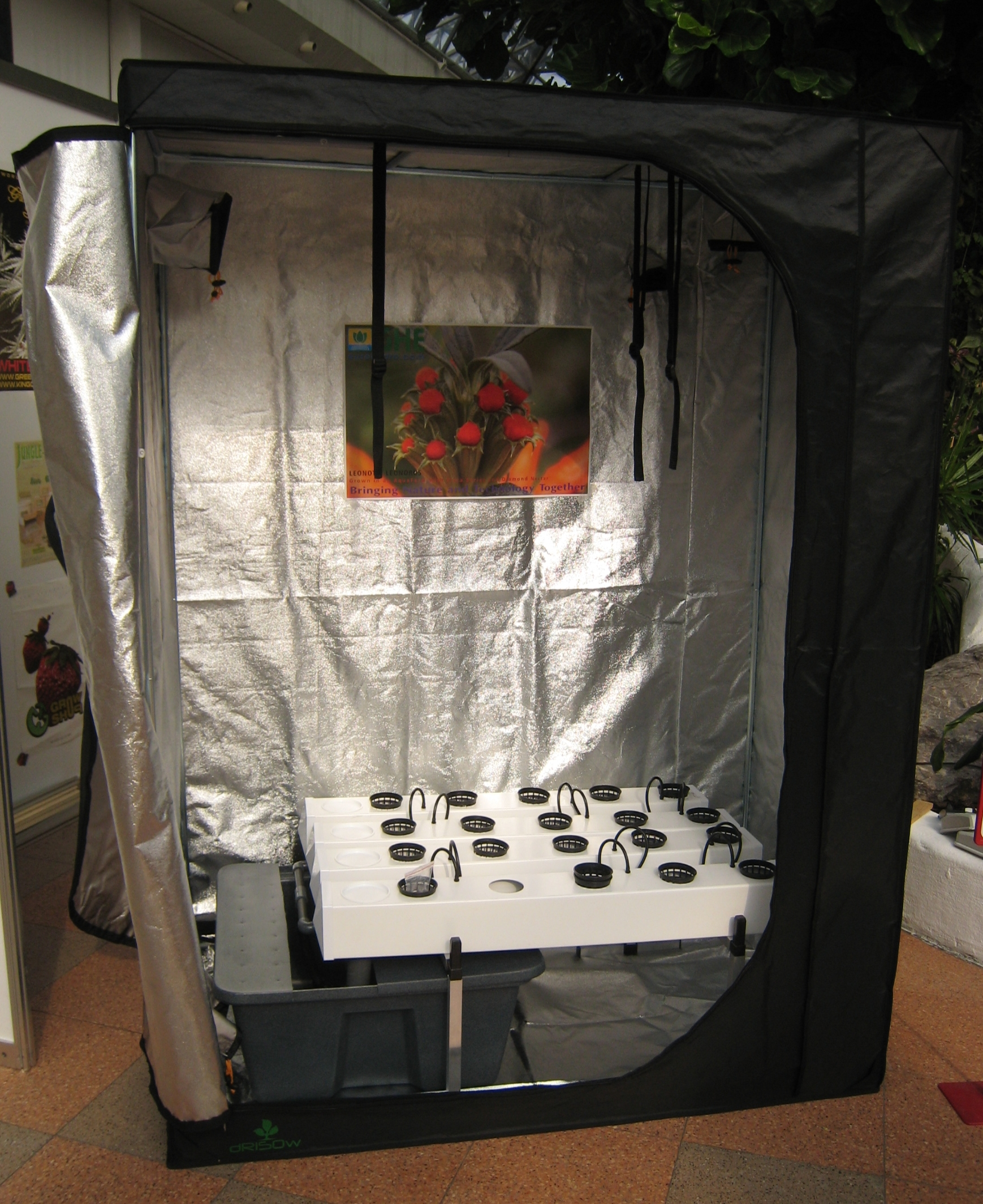
Growschrank für Indoor-Pflanzenzucht

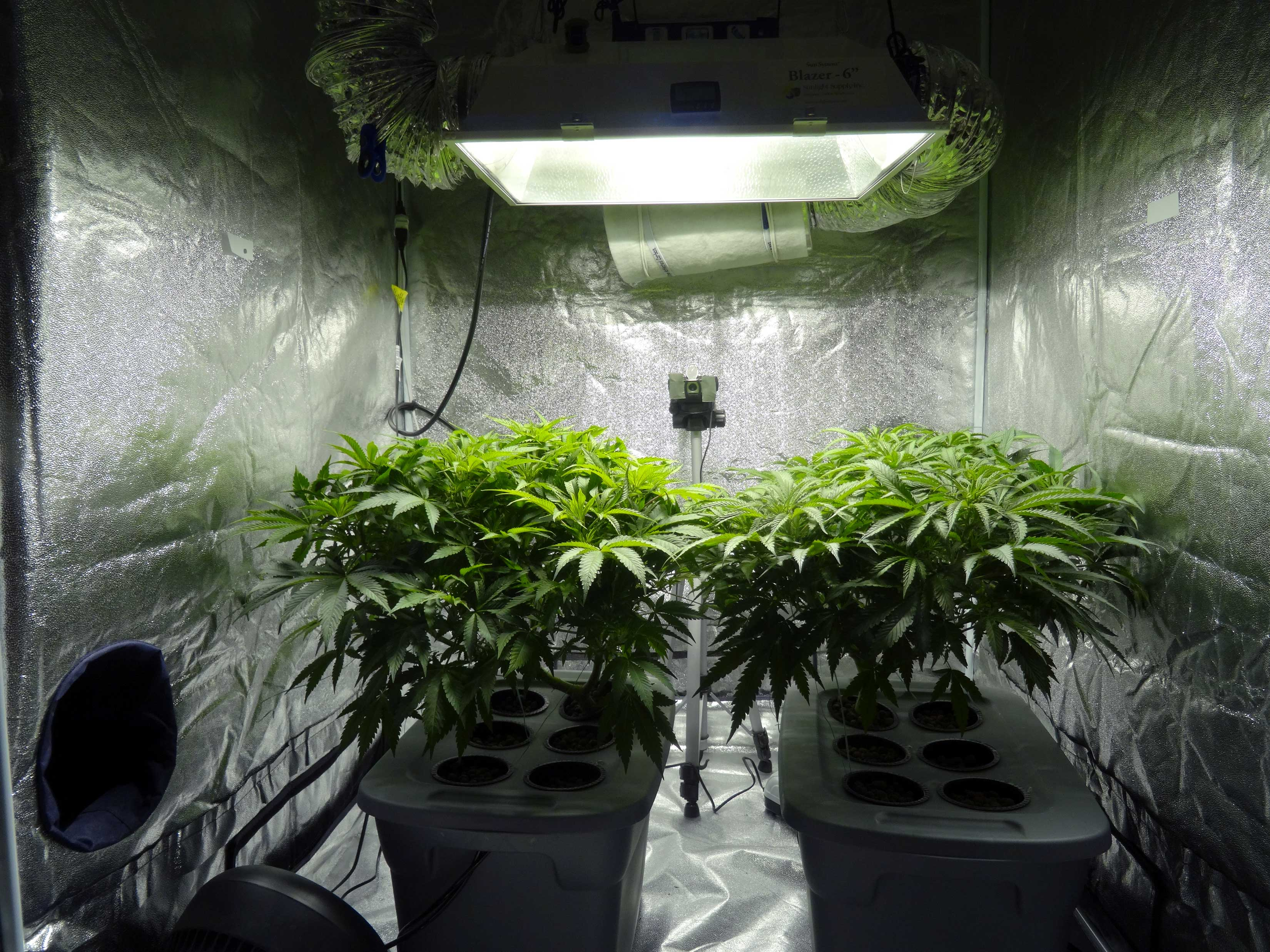
Cannabisanbau in einem Growschrank. Deren Inneres ist mit Mylarfolie oder Schwarz-Weiß-Folie ausgeschlagen, um die Lichtausbeute bei den Pflanzen zu optimieren.

Cannabis-Anbau (für Rauschmittel) findet eher in geschlossenen Räumen statt. Dafür hat die findige Industrie (der Niederlande) vielfältige Ausrüstungsgegenstände entwickelt.

### Nutzorganismen
Schadorganismen wie Fusarium, Phytophthora und Pythium vermehren sich in Hydroponikanlagen. Beispielsweise Pseudomonas chlororaphis wird als nützliches Bakterium gegen Pythium ultimum eingesetzt.

### Marktentwicklung
Für den globalen Wirtschaftsmarkt für Hydroponik-Ausrüstung wurde 2017 eine jährliche Wachstumsrate von 18,1 % prognostiziert, mit einer Steigerung von 226,45 Millionen US-Dollar 2016 auf 724,87 Millionen US-Dollar 2023. Nach anderer Quelle aus 2018 umfasste der Markt 2016 21,2035 Milliarden US-Dollar mit einer jährlichen Wachstumsrate von 6,5 %

## Kritik
Die Pflanzenernährung allein mit künstlichen Nährsalzen würde wegen der Wechselbeziehungen der Nährstoffe, Nährstoffantagonismus und -⁠synergismus zu „unharmonischer Pflanzenernährung“ führen, vom Ernährungsstandpunkt würden „jedenfalls verschiedenartige Pflanzen“ entstehen, die „nur im anatomischen Aufbau gleich, aber nicht im Inhalt und daher nicht in der Qualität“ gleich seien. Spurenelement-Zusammensetzung und Wirkstoffaufbau seien unterschiedlich.
Dem gegenüberstehen die Meinungen, dass gerade durch das exakte Wissen um die Zusammensetzung der Nährlösung solche Nährstoffantagonismen vermieden werden können und fehlende Nährstoffe leicht ergänzt werden können. Damit stünden den Pflanzen jederzeit optimierte Nährstoffmedien in der richtigen Zusammensetzung zur Verfügung.
Der WWF kritisiere den hohen Energieverbrauch der erdlosen Kultur aus Gewächshäusern, da wäre es sogar „sinnvoller, außer Saison importiertes Gemüse zu kaufen“.

## Trivia
Arzneimittelpflanzen werden mittels Aeroponik gezogen, wenn die Wirkstoffe aus den Wurzeln extrahiert werden (Aeroponik lässt die Wurzeln stärker wachsen als das Kraut). Nach einem neuen Verfahren soll Taxol, das zur Krebsbekämpfung eingesetzt wird und in der Natur nur in geringen Konzentrationen vorkommt, aus dem Kreislaufwasser einer Hydroponik-Anlage gewonnen werden.
Weil der Nassreisanbau in überschwemmten Feldern für etwa 17 % der Emissionen des Treibhausgases Methan verantwortlich ist laufen Versuche, ihn mittels Hydroponik mit größeren Erträgen auf Förderbändern in Hallen heranzuziehen.

### (Zierpflanzen-)Hydrokultur
- Größtes deutschsprachiges Portal über Pflanzen und Hydrokultur (Seite nicht mehr abrufbar, festgestellt im Juni 2023. Suche in Webarchiven)
- Hydrokultur, bebilderter Erfahrungsbericht (Seite nicht mehr abrufbar, festgestellt im Juni 2023. Suche in Webarchiven)
- Deutsche Gesellschaft für Hydrokultur e. V. (Seite nicht mehr abrufbar, festgestellt im Juni 2023. Suche in Webarchiven)
- Fachverband Raumbegrünung und Hydrokultur
- Moderne Geschichte der Hydrokultur (Seite nicht mehr abrufbar, festgestellt im Juni 2023. Suche in Webarchiven)

### Hydroponik
- Gewächshaus bei Wittenberg Tausende Tomaten in einer der größten Anlagen Deutschlands
- ISHS Acta Horticulturae 481: International Symposium on Growing Media and Hydroponics
- Seungjun Lee, Jiyoung Lee: Beneficial bacteria and fungi in hydroponic systems: types and characteristics of hydroponic food production methods – Scientia Horticulturae, 2015 – Elsevier, (PDF-Datei)
- Chenin Treftz, Fannie Zhang, Stanley T. Omaye: Comparison between Hydroponic and Soil-Grown Strawberries: Sensory Attributes and Correlations with Nutrient Content, Environmental Sciences and Health Graduate Program, Agriculture, Nutrition and Veterinary Sciences Department, University of Nevada, Reno, USA, (PDF-Datei) (nur 15 Testpersonen)

#### Videos
- Salat mit Wurzeln: Ernte samt Wurzelballen | Unser Land | BR Fernsehen, bei youtube veröffentlicht von ARD
- Tomaten im Winter: Aus Gewächshäusern in Franken | Unser Land | BR Fernsehen, bei youtube veröffentlicht vom Bayerischen Rundfunk
- Aquaponik - ein vorbildliches System - FUTURE - ARTE, bei Youtube veröffentlicht von ARTE
- in Schweizerdeutsch: Dieser Salat wächst künstlich im Wasser: So funktioniert der Schweizer Hydro-Anbau bei youtube veröffentlicht von blick.ch
- Vertical farming in deutscher Sprache, bei prosieben.at
- in englischer Sprache: Vertical Farming - TechKnow, bei Youtube veröffentlicht von Al Jazeera America